# Ray Walston
Herman Raymond „Ray“ Walston (* 2. November 1914 in New Orleans, Louisiana; † 1. Januar 2001 in Beverly Hills, Kalifornien) war ein US-amerikanischer Theater-, Fernseh- und Filmschauspieler. Eine seiner bekanntesten Rollen hatte er als Onkel Martin in der 1960er-Jahre-Fernsehsendung Mein Onkel vom Mars.

## Leben
Nach dem Willen seines Vaters sollte Walston eigentlich in das Ölgeschäft einsteigen, er zog jedoch ab 1939 lieber mit einer wandernden Schauspielertruppe herum, bei der er, neben Kartenverkaufen, auch selbst auf der Bühne stehen konnte.
Walston schloss sich dann mit Margo Jones für sechs Jahre dem Houston Civic Theater an und blieb danach für drei Spielzeiten beim Cleveland Playhouse, bevor er 1945 nach New York zog. Dort gewann er 1956 für seine Darstellung des Teufels in dem Musical Damn Yankees einen Tony Award. Er spielte dieselbe Rolle auch in der gleichnamigen Musicalverfilmung 1958. Nach diesem Erfolg wandte sich der Theaterdarsteller Walston zunehmend dem Film und Fernsehen zu.
Die wohl bekannteste Rolle Walstons war die des Onkel Martin in der Fernsehserie Mein Onkel vom Mars (1963–66), die auch im deutschsprachigen Raum sehr populär war. Walston verkörperte hier den skurrilen "Onkel vom Mars", einen gestrandeten Außerirdischen, der mit den Eigenheiten des "american way of life" klarkommen muss.
Im Kino fanden sich für Walston ab den 1960er Jahren zahlreiche Rollen in bekannten Filmen. Durch sein Auftreten und seine charakteristische Erscheinung – schmächtig, kleingewachsen, mit ovalem Gesicht – war der Darsteller vor allem auf schrullige Charaktere in Nebenrollen festgelegt. Er spielte in Das Appartement einen der Vorgesetzten Jack Lemmons sowie in Der Ladenhüter den sadistischen Boss von Jerry Lewis, der diesem im Auftrag der Kaufhausbesitzerin das Leben schwer macht.
In Der Clou mimte er an der Seite von Robert Redford und Paul Newman einen der Hauptmitwirkenden an der großen Betrugsaktion, mit der ein Großkrimineller um sein Geld gebracht werden soll. Walston war auch in Filmen wie Westwärts zieht der Wind, Trans-Amerika-Express oder Ich glaub' ich steh' im Wald zu sehen. Eine seiner seltenen Kinohauptrollen spielte Walston in Billy Wilders Komödie Küss mich, Dummkopf (1964). Dieser Film fiel bei Kritik und Publikum allerdings durch.
Walston war in einer Vielzahl von Fernsehserien, die teilweise bis heute nicht in Deutschland gezeigt wurden, als Gaststar dabei, so in Outlaws, Adventures in Paradise, Saints and Sinners oder auch in bekannteren Serien wie Verrückter wilder Westen, Twen-Police, Der Chef, Kobra, übernehmen Sie, Der Sechs-Millionen-Dollar-Mann, Starsky & Hutch, Sledge Hammer!, Die Spezialisten unterwegs oder Unsere kleine Farm (Little House on the Prairie).
In der Serie Picket Fences – Tatort Gartenzaun spielte er in einer wiederkehrenden Rolle den Richter Henry Bone. In einer seiner letzten Rollen trat Walston als Hausmeister und Gärtner Boothby auf dem Campus der Sternenflotten-Akademie in Folgen aus den Star-Trek-Serien Raumschiff Enterprise – Das nächste Jahrhundert und Star Trek: Raumschiff Voyager auf.
Walston war von 1943 bis zu seinem Tod 2001 mit Ruth Calvert (1916–2004) verheiratet. Aus der Ehe ging eine Tochter hervor.

## Filmografie (Auswahl)

### Kinofilme
- 1957: Kiss Them for Me
- 1958: South Pacific
- 1958: Damn Yankees
- 1959: Engel auf heißem Pflaster (Say One for Me)
- 1959: Je länger – je lieber (Tall Story)
- 1960: Das Appartement (The Apartment)
- 1960: Das Geheimnis der Dame in Schwarz (Portrait in Black)
- 1962: Convicts 4
- 1963: Der Ladenhüter (Who’s Minding the Store)
- 1963: Ach Liebling … nicht hier! (Wives and Lovers)
- 1964: Küss mich, Dummkopf (Kiss me, Stupid)
- 1967: Caprice
- 1969: Westwärts zieht der Wind (Paint Your Wagon)
- 1973: Der Clou (The Sting)
- 1976: Trans-Amerika-Express (Silver Streak)
- 1977: The Happy Hooker Goes to Washington
- 1979: The House of Usher (The Fall of the House of Usher)
- 1980: Pale Horse Pale Rider
- 1980: Popeye – Der Seemann mit dem harten Schlag (Popeye)
- 1981: Planet des Schreckens (Galaxy of Terror)
- 1982: Spuk im Ehebett (O’Hara’s Wife)
- 1982: Hart aber herzlich (Fernsehserie, Folge: Eine mörderische Romanze)
- 1982: Ich glaub’, ich steh’ im Wald (Fast Times at Rigdemont High)
- 1983: Private School – Die Superanmacher (Private School)
- 1984: Johnny G. – Gangster wider Willen (Johnny Dangerously)
- 1985: Black Cats (O.C. and Stiggs)
- 1986: Rad
- 1987: Driving Academy
- 1987: Karriere mit links (From the Hip)
- 1987: Paramedics – Die Chaoten von der Ambulanz (Paramedics)
- 1988: Blutsbande (Blood Relations)
- 1988: Samstag, der 14. schlägt zurück (Saturday the 14th Strikes Back)
- 1989: Man of Passion (Pasión de hombre)
- 1989: Oro fino
- 1990: Ski Academy (Ski Patrol)
- 1990: Blood Salvage
- 1991: Skinner (Popcorn)
- 1991: Fünf Tage noch (Pink Lightning)
- 1992: Space Case
- 1992: Von Mäusen und Menschen (Of Mice and Men)
- 1996: Hausarrest (House Arrest)
- 1999: Der Onkel vom Mars (My Favorite Martian)
- 2001: Early Bird Special

### Fernseh- und Videofilme
- 1957: There Shall Be No Night
- 1965: The Man Who Bought Paradise
- 1978: Danny and the Mermaid
- 1979: The Girl Who Saved the World
- 1979: Institute for Revenge
- 1982: The Kid with the Broken Halo
- 1983: B.T. Brady, Privatdetektivin (This Girl for Hire)
- 1984: Herz ist Trumpf (For Love and Money)
- 1984: C.A.S.H. (The Jerk, Too)
- 1985: Amos
- 1988: Red River
- 1989: Faß’ mein Kind nicht an (I Know My First Name Is Steven)
- 1989: Schüler, Shakespeare und Karibik (Class Cruise)
- 1990: Hurricane Sam
- 1990: Spur in den Tod III (Angel of Death)
- 1991: One Special Victory
- 1996: Alf – Der Film (Project: ALF)
- 1996: Mixed Nuts
- 1997: Abenteuerliche Erbschaft (The Westing Game)
- 1997: Schmutzige Tricks in Reno (Tricks)
- 1998: Addams Family – Und die lieben Verwandten (Addams Family Reunion, Videospielfilm)
- 1999: Swing Vote – Die entscheidende Stimme (Swing Vote)

### Fernsehserien
- 1949–1954: Suspense (5 Folgen, verschiedene Rollen)
- 1953–1955: You Are There (2 Folgen, verschiedene Rollen)
- 1954: The Web (Folge Night Fare)
- 1954: Justice (Folge Call Me Guilty)
- 1954: Studio One (Folge The Hero)
- 1954: Producers’ Showcase (2 Folgen)
- 1958: Playhouse 90 (Folge Shadows Tremble)
- 1959: Buick-Electra Playhouse (Folge The Killers)
- 1960: The Play of the Week (Play of the Week, Folge Uncle Harry)
- 1960–1961: Outlaws (2 Folgen, verschiedene Rollen)
- 1961: The Aquanauts (Folge The Armored Truck Adventure)
- 1961: Shirley Temple’s Storybook (Folge The Little Mermaid)
- 1961: Way Out (Folge The Down Car)
- 1961: The Americans (Folge The Bounty Jumpers)
- 1961: Target: The Corruptors (Folge Touch of Evil)
- 1961: Cain’s Hundred (2 Folgen, verschiedene Rollen)
- 1962: Adventures in Paradise (Folge A Bride for the Captain)
- 1962: Saints and Sinners (Folge Judgement in Jazz Alley)
- 1962: The Wide Country (Folge The Girl in the Sunshine Smile)
- 1963: Ben Casey (Folge The White Ones Are Dolphins)
- 1963: St. Dominic und seine Schäfchen (Going My Way, Folge Reformation of Willie)
- 1963–1966: Mein Onkel vom Mars (My Favorite Martian, 107 Folgen)
- 1964: Summer Playhouse (Folge Satan’s Waitin’)
- 1967: Verrückter wilder Westen (The Wild Wild West, Folge Die Nacht von Montezumas Horden)
- 1967: General Custer – Held der Prärie (Custer, Folge Die Rache eines Häuptlings)
- 1967: Garrison’s Gorillas (2 Folgen)
- 1969: Das ist meine Welt (My World and Welcome to It, 2 Folgen)
- 1970, 1972: Wo die Liebe hinfällt (Love, American Style, 2 Folgen, verschiedene Rollen)
- 1971: Twen-Police (The Mod Squad, Folge A Double for Danger)
- 1971: Der Chef (Ironside, Folge Die Kraft des Bösen)
- 1972: Kobra, übernehmen Sie (Mission: Impossible, Folge Der Bio-Kampfstoff)
- 1972: The Paul Lynde Show (Folge Meet Aunt Charlotte)
- 1973, 1974: The Evil Touch (2 Folgen, verschiedene Rollen)
- 1974: California Cops – Neu im Einsatz (The Rookies, Folge Rollentausch)
- 1975: Ellery Queen (Folge The Adventure of Auld Lang Syne)
- 1976: Der Sechs-Millionen-Dollar-Mann (The Six Million Dollar Man, Folge Die Wandlung)
- 1978: Die liebestollen Stewardessen (Flying High, Folge In der Stille der Nacht)
- 1979: Starsky & Hutch (Starsky and Hutch, Folge Freistilkämpfer)
- 1979: Stop Susan Williams
- 1979: Hulk (The Incredible Hulk, Folge Tolle Tricks und fauler Zauber)
- 1979: Unsere kleine Farm (Little House on the Prairie, Folge Milos letzter Kampf)
- 1979: Buck Rogers (Buck Rogers in the 25th Century, Folge Der kleine Präsident)
- 1981: Die Schlümpfe (Smurfs, Zeichentrick-Fernsehserie, verschiedene Rollen)
- 1981, 1985: Trapper John, M.D. (2 Folgen, verschiedene Rollen)
- 1982: Der Vagabund (The Littlest Hobo, Folge A Special Friend)
- 1982: Fame – Der Weg zum Ruhm (Fame, Folge Das Geheimnis im Keller)
- 1982: Hart aber herzlich (Hart to Hart, Folge Eine mörderische Romanze)
- 1983: Fantasy Island (Folge Ein Opfer muß gebracht werden)
- 1983–1987: Simon & Simon (3 Folgen, verschiedene Rollen)
- 1984: Oh Madeline (Folge My Mother the Carnal)
- 1984: Gimme a Break! (Folge The Center)
- 1984: Newhart (Folge Tell a Lie, Get a Check)
- 1984: Harrys wundersames Strafgericht (Night Court, Folge Harry Vor Gericht)
- 1984: California Clan (Santa Barbara, 11 Folgen)
- 1984: Love Boat (The Love Boat, Folge Santa, Santa, Santa/Another Dog Gone Christmas/Noel’s Christmas)
- 1985: Otherworld (Folge Rules of Attraction)
- 1985: Mein lieber Biber (Still the Beaver, 2 Folgen)
- 1985: Matt Houston (Folge Das Mördertribunal)
- 1985: Unter Brüdern (Brothers, Folge Der geheimnisvolle Fremde)
- 1985: Die Spezialisten unterwegs (Misfits of Science, Folge Einen Strahlenburger, bitte!)
- 1985: Silver Spoons (3 Folgen)
- 1986: Fast Times (7 Folgen)
- 1986: Walt Disneys bunte Welt (Disneyland, Folge Ask Max)
- 1986–1991 ABC Weekend Specials (3 Folgen)
- 1987: Erben des Fluchs (Friday the 13th, Folge Tödliche Geschichten)
- 1987: Chefarzt Dr. Westphall – Das turbulente Krankenhaus (St. Elsewhere, Folge Ein verhängnisvolles Versehen)
- 1987: 21 Jump Street – Tatort Klassenzimmer (21 Jump Street, Folge Zwischen den Stühlen)
- 1987: Sledge Hammer! (Folge Nazis an der Uni)
- 1987: Mord ist ihr Hobby (Murder, She Wrote, Folge Tödliche Party)
- 1987: Privatdetektiv Harry McGraw (The Law and Harry McGraw, Folge Mit allen Mitteln der Kunst)
- 1988: Superboy (Folge Verdacht auf Sabotage)
- 1989: Live-In (Folge 1x08 Daddy’s Girl)
- 1989: Paradise – Ein Mann, ein Colt, vier Kinder (Paradise, Folge Mit vereinten Kräften)
- 1990: L.A. Law – Staranwälte, Tricks, Prozesse (L.A. Law, Folge Höllenqualen)
- 1991: Parker Lewis – Der Coole von der Schule (Parker Lewis Can’t Lose, Folgen Der Alptraumtag)
- 1991: Dream On (Folge The Charlotte Letter)
- 1992: Eerie, Indiana (Folge Die geheime Loge)
- 1992: Raumschiff Enterprise – Das nächste Jahrhundert (Star Trek: The Next Generation, Folge Ein missglücktes Manöver)
- 1992: Der Polizeichef (The Commish, Folge Der Hexer von Eastbridge)
- 1992–1996: Picket Fences – Tatort Gartenzaun (Picket Fences, 80 Folgen)
- 1994: Stephen Kings The Stand – Das letzte Gefecht (The Stand, Fernsehminiserie, 4 Folgen)
- 1996: Immer Ärger mit Dave (Dave’s World, Folge Crime and Coconuts)
- 1996: Dr. Quinn – Ärztin aus Leidenschaft (Dr. Quinn, Medicine Woman, Folge Verlorene Erinnerungen)
- 1998–1999: Star Trek: Raumschiff Voyager (Star Trek: Voyager, 2 Folgen)
- 1998–2001: Eine himmlische Familie (7th Heaven, 2 Folgen)
- 1999: Ally McBeal (Folge Eine klatschnasse Affäre)
- 2000: Ein Hauch von Himmel (Touched by an Angel, Folge Der fehlende Knopf)

## Auszeichnungen
- 1949: Clarence Derwent Award für Summer and Smoke
- 1956: Tony Award in der Kategorie Bester Hauptdarsteller in einem Musical für seine Darstellung im Musical Damn Yankees
- 1990: Life Career Award durch die Academy of Science Fiction, Fantasy & Horror Films
- 1995 und 1996: Emmy in der Kategorie Bester Nebendarsteller in einer Dramaserie für seine Darstellung des Richters Henry Bone in der Serie Picket Fences – Tatort Gartenzaun